# Eumenio di Gortina
Eumenio (... – ...) è stato un vescovo e santo greco antico.

## Agiografia
Nato nell'isola di Creta, fu vescovo e confessore di Gortyna, sua città natale.

## Culto
Dal Martirologio Romano alla data del 18 settembre: A Górtina nell'isola di Creta, sant'Eumenio, vescovo.
È il santo patrono della città di Ficulle. Ciò in memoria del fatto che, secondo antiche leggende medioevali, il santo protesse la città da attacchi nemici in un momento di estrema difficoltà per i Ficullesi. Era appunto il giorno 18 settembre e gli abitanti del borgo medioevale decisero di considerarlo santo protettore della città.
La storia poco documentata di questo Vescovo “lontano” si intrecciò con quella di Ficulle proprio nel tardo Medio Evo, grazie ad un evento miracoloso che salvò Ficulle e la sua popolazione da un lungo ed estenuante assedio: nella notte tra il 17 e il 18 settembre centinaia di fiaccole misteriose comparvero sulle mura del paese facendo desistere i nemici che, spaventati, le ritennero soldati di guardia al castello.
Quando tutto sembrava perduto, un patronus, un protettore, intervenne per rispondere alle preghiere di invocazione e di aiuto che la popolazione ficullese, esausta ed affamata dall’assedio nemico, rivolgeva a Dio nella speranza di protezione, conforto e salvezza.
I ficullesi di allora, grati per il miracolo ricevuto, la mattina seguente vollero ringraziare il loro protettore cercandolo tra i Santi festeggiati il 18 settembre: lo individuarono nel Vescovo Eumenio, appellato con il titolo di Taumaturgo, cioè capace di miracoli, e citato come Fiaccola luminosa di dottrina. Questi suoi epiteti non potevano lasciare dubbi.
Ficulle e Sant’Eumenio da allora divennero esempio icastico del significato più vero di patronus, in un rapporto di affidamento e protezione spontaneo, nato non da una condizione di schiavitù, bensì da una piena espressione di libertà.
Con un sincero atto di Fede, mosso da eventi particolari accaduti nella storia della Comunità cristiana ficullese, si instaurò così il legame di venerazione e di amore con Sant’Eumenio.